# Bernardita Middleton
Bernardita Middleton Infante (Viña del Mar, 31 de mayo de 1985) es una periodista chilena, fundamentalmente reconocida por haberse dedicado durante 10 años a trabajar en programas de televisión.

## Trayectoria
Hija de Gustavo Middleton Baeza, médico veterinario, y Bernardita Infante Correa. Estudió en el Colegio del Sagrado Corazón (Monjas Inglesas) de Viña del Mar. Luego estudió periodismo en la Universidad Viña del Mar.
Su primera aparición televisiva fue a la edad de 25 años, realizando una nota sobre La pequeña gigante en el programa Alfombra roja donde llevaba desempeñándose un año como periodista.
Luego de estudiar periodismo en la Universidad Viña del Mar, realizó su práctica profesional en el Departamento de prensa de Canal 13 entre 2007 y 2008. Comenzó su carrera como periodista el año 2009 en el programa de espectáculos Alfombra roja del canal de televisión chileno Canal 13. En el año 2010 fue su primera aparición en televisión realizando una nota en vivo sobre el show de La pequeña gigante en Santiago. En 2011 tuvo su primera sección estable en el programa de farándula Alfombra roja. "Enamorados" contaba la historia de parejas famosas. En el año 2013, el espacio televisivo le dio la oportunidad de ser panelista estable en el programa donde llevaba 4 años.
A mediados de 2014 ingresa como periodista y panelista a Bienvenidos, el matinal de Canal 13. En dicho programa protagoniza diversas secciones como: "Más por menos" y "Qué se teje". En junio de 2014 realiza una nota con motivo de la visita del Príncipe Harry a Chile, donde una humorada relacionada con su apellido le significó gran atención por parte de los medios internacionales, incluyendo el periódico The Times.
A fines de 2014 participó en el noveno capítulo de la cuarta temporada de En su propia trampa donde se hizo pasar por una adolescente de 15 años, con el objetivo de desenmascarar acosadores de menores junto a Emilio Sutherland.
Durante los años 2010-2014 realizó la cobertura del Festival de la Canción de Viña del Mar para Alfombra roja.
A fines de 2015 ingresa como periodista a Buenos días a todos, el  matinal del canal de televisión chileno TVN. Tras el fin de este programa continuó en el renovado matinal de la estación Muy buenos días hasta abril de 2019, cuando renunció para emprender un nuevo trabajo alejada de la televisión.
En la actualidad se desempeña como periodista de la fundación Teletón.

## Filmografía

### Programas
| Año       | Programa            | Rol                    | Canal    |
| --------- | ------------------- | ---------------------- | -------- |
| 2009-2014 | Alfombra Roja       | Panelista              | Canal 13 |
| 2014      | En su propia trampa | Participación especial | Canal 13 |
| 2014      | Bienvenidos         | Panelista              | Canal 13 |
| 2015-2016 | Buenos días a todos | Periodista             | TVN      |
| 2016-2019 | Muy buenos días     | Periodista             | TVN      |